# Fritz Esser (Politiker, 1886)
Fritz Esser (* 4. August 1886 in Peine; † 27. August 1961 in Hamburg) war ein deutscher Politiker (SPD, KPD).

## Leben und Wirken
Fritz Esser wuchs in Sachsen auf. Er besuchte die Volksschulen in Peine, Chemnitz und Laubsdorf. Anschließend erlernte er das Modelltischlerhandwerk. 1904 trat er in die Sozialdemokratische Partei Deutschlands (SPD) ein. Im Ersten Weltkrieg wurde Esser schwer verwundet und war danach als Kriegsversehrter unfähig seinen erlernten Beruf auszuüben. Stattdessen verdiente Esser seinen Lebensunterhalt als Fürsorgeangestellter.
Nach dem Krieg wurde Esser 1920 Mitglied der USPD, später der Kommunistischen Partei Deutschlands (KPD).
Von 1921 bis 1924 sowie zwischen 1928 und 1933 war Esser Mitglied der Hamburger Bürgerschaft. Im Mai 1922 wurde er Leiter des KPD-Unterbezirkes Itzehoe. 1923 wurde Esser Mitglied der Bezirksleitung im KPD-Bezirk Wasserkante. Ein Strafverfahren gegen Esser wegen seiner Rolle beim Hamburger Aufstand von 1923, an dem er in führender Funktion beteiligt war, endete mit einem Freispruch. Im Mai 1924 kandidierte Esser für den Wahlkreis 34 (Hamburg) und wurde für die KPD in den Reichstag gewählt, dem er bis zum Dezember desselben Jahres angehörte. 1926 wurde Esser als Mitglied der „linken Opposition“ aus der KPD ausgeschlossen. 1927 erfolgte sein Wiedereintritt in die Partei.
Am 6. November 1933 wurde Esser durch die Geheime Staatspolizei verhaftet. In der Folgezeit wurde er im KZ Fuhlsbüttel gefangen gehalten. Irrtümlicherweise wurde mehrfach die Meldung verbreitet, er wäre dort ermordet worden. Es handelte sich aber um seinen Sohn Alwin (7. März 1912 – 10. März 1933). Am 12. April 1934 erfolgte Essers Verurteilung zu einer zweijährigen Zuchthausstrafe durch das Hanseatische Oberlandesgericht. Am 30. November 1935 wurde Esser aus dem KZ Fuhlsbüttel entlassen. Nach 1945 trat er politisch nicht mehr hervor.